# Parteni (gramàtic)
Parteni, en llatí Parthenius, en grec antic Παρθένιος, fou un gramàtic grec, deixeble del gramàtic alexandrí Dionís, que va viure al segle i aC, segons l'enciclopèdia Suides. Ateneu de Naucratis el menciona i dona el títol d'una de les seves obres:  Περὶ τω̂ν παρὰ τοι̂ς ̓Ιστορικοι̂ς Λέξεων ζητουμένων. També l'esmenta Eustaci d'Epifania.